# Gerona (Tarlac)
Gerona (Bayan ng Gerona - Municipality of Gerona), antaño conocido como Barug,  es un municipio filipino de segunda categoría, situado en la parte central de la isla de Luzón. Forma parte del Segundo Distrito Electoral de la provincia de Tarlac situada en la Región Administrativa de Luzón Central, también denominada Región III.

## Geografía

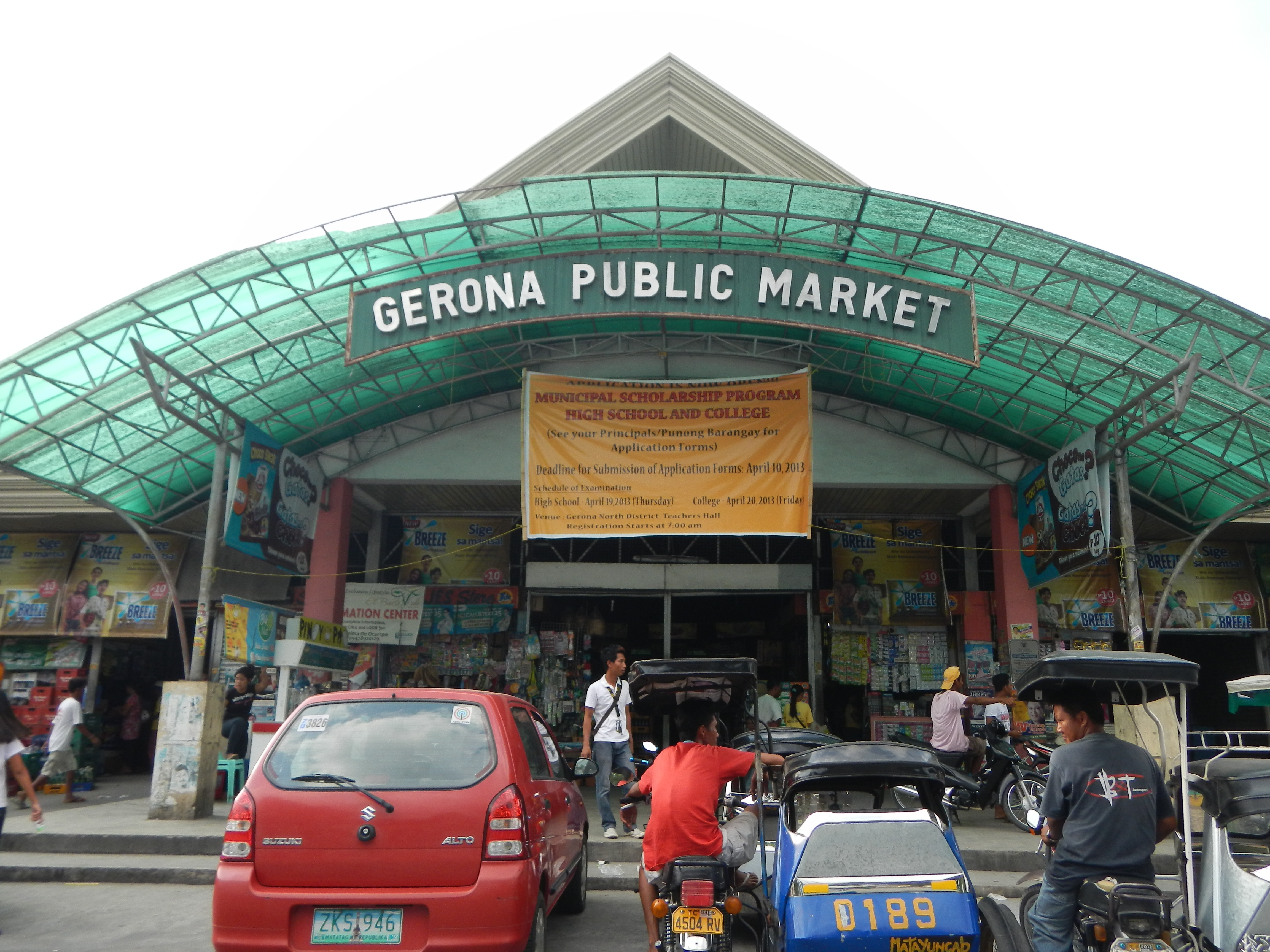
Mercado.

Municipio situado  al norte de la ciudad de Tárlac, su término linda al norte con el de Paniqui; al sur con el de la mencionada ciudad; al este con los de Pura y de Victoria, y al oeste con el de Santa Ignacia.
El río de Tarlac tiene sus fuentes en las laderas orientales de los Montes  Zambales  discurriendo en sentido  norte sur hacia la vecina provincia de Pangasinán, dividiendo el municipio en dos partes:
- Oriente, margen derecha, con sus  31 barrios y 90.50 km², ocupa el 63.9% de su territorio. Terreno agrícola de baja altitud.
- Occidente, margen izquierda, con los restantes 13 barrios y 50,97 km², ocupa el 36,03% de su territorio. Terreno agrícola montañoso y accidentado, parcialmente cubierto por bosques.

### Comunicaciones
Atraviesa el municipio de norte a sur la Autopista MacArthur, en idioma inglés MacArthur Highway.
Dista 73 kilómetros de la ciudad de San Fernando, capital de la provincia de Pampanga y de la región de Luzón Central; 50  de la conocida como Clark Freeport Zone en la ciudad de Los Ángeles; y 139 del norte de  Metro Manila.

### Población
Según manifisesta el sacerdote católico  Ciano el 13 de junio de 1877, los grupos étnicos que residen en Gerona hablan en cuatro idiomas: Pangasinan, ilocano, tagalo y Pampango.
Siendo el ilocano el más hablado.
Según el censo de 1995, cerca de 78,09% de la población  habla ilocano, mientras el tagalo solo le  habla de 12,59% de la población, seguido por el pampago con el 8,83%.

### Barangays
El municipio  de Gerona  se divide, a los efectos administrativos, en 44 barangayes o barrios, conforme a la siguiente relación:
| - Abagón - Amacalán - Apsayan - Ayson - Bawa - Buenlag - Bularit - Calayaan - Carbonel - Cardona - Caturay | - Danzo - Dicolor - Don Basilio - Luna - Mabini - Magaspac - Malayep - Matapitap - Matayumcab - Nueva Salem - Oloybuaya | - Padapada - Parsolingán - Pinasling o Pinasung - Plastado - Población 1 - Población 2 - Población 3 - Quezón - Rizal - Salapungan - San Agustín | - San Antonio - San Bartolomé - San José - Santa Lucía - Santiago - Sembrano - Singat - Sulipa - Tagumbao - Tangcaran - Villa Paz |  |

## Economía
Básicamente, se trata de una aldea agrícola, donde sus enormes arrozales en llano son adecuados y atractivos para las aves nativas y migratorias como la garza.
Ciudad de rápido crecimiento donde florecen tanto el comercio como la industria. Destaca su artesanía de artículos navideños y la tradicional producción de caña de azúcar.

## Historia
La historia del municipio está relacionada con  los misioneros dominicos quienes comenzaron a propagar la fe católica en todo el archipiélago.
Gerona se asienta en el lugar antiguamente conocido por Paontalon, palabra de origen probablememte negrito, ya que según  fuentes dominicanas en el año 1704 los habitantes de un lugar llamado Paontalon eran todos negritos.
Ya en  1718, Paontalon fue catalogado como  visita de Paniqui, entonces pueblo de la provincia de Pangasinán.
En 1753 la visita cambia tanto de emplazamiento como de nombre, pasando a denominarse  Barug, una palabra en Idioma pangasinense que significa pequeño bosque.
Desconocemos los motivos del cambio.  Barug fue poblado por colonos procedentes de Ilocos principalmente de Bacarra, Badoc y Sinait. El creciente número de colonos provoca la deforestación del lugar.
Según connsta en fuentes dominicas, la visita de Barug  sólo tenía unas 70 familias, alcanzando las 461 en 1787. Estos religiosas eligieron Santa Catalina de Alejandría, virgen y mártir, como  santa patrona de Barug.
El párroco de Paniqui acudía una vez a la semana para decir la santa misa.
En 1846 fue asignado un sacerdote  de forma permanente para atender a las necesidades espirituales de la comunidad. La asignación de un párroco a Barug coincidió con la fecha tradicional de su fundación como municipio.
Sin embargo, Jean Mallat, nos cuenta como Barug,  él escribe como Baruc,  existía en 1838 con 252 tributarios y 1,260 habitantes.
En 1851 el nombre Barug fue cambiado por el de Gerona,   patria chica  del Gobernador de Filipinas Narciso Clavería y Zaldúa, conde de Manila.
El municipio de Gerona data oficialmente de 14 de julio de 1945, siendo su primer gobernadorcillo Anacleto Melegrito.

## Patrimonio

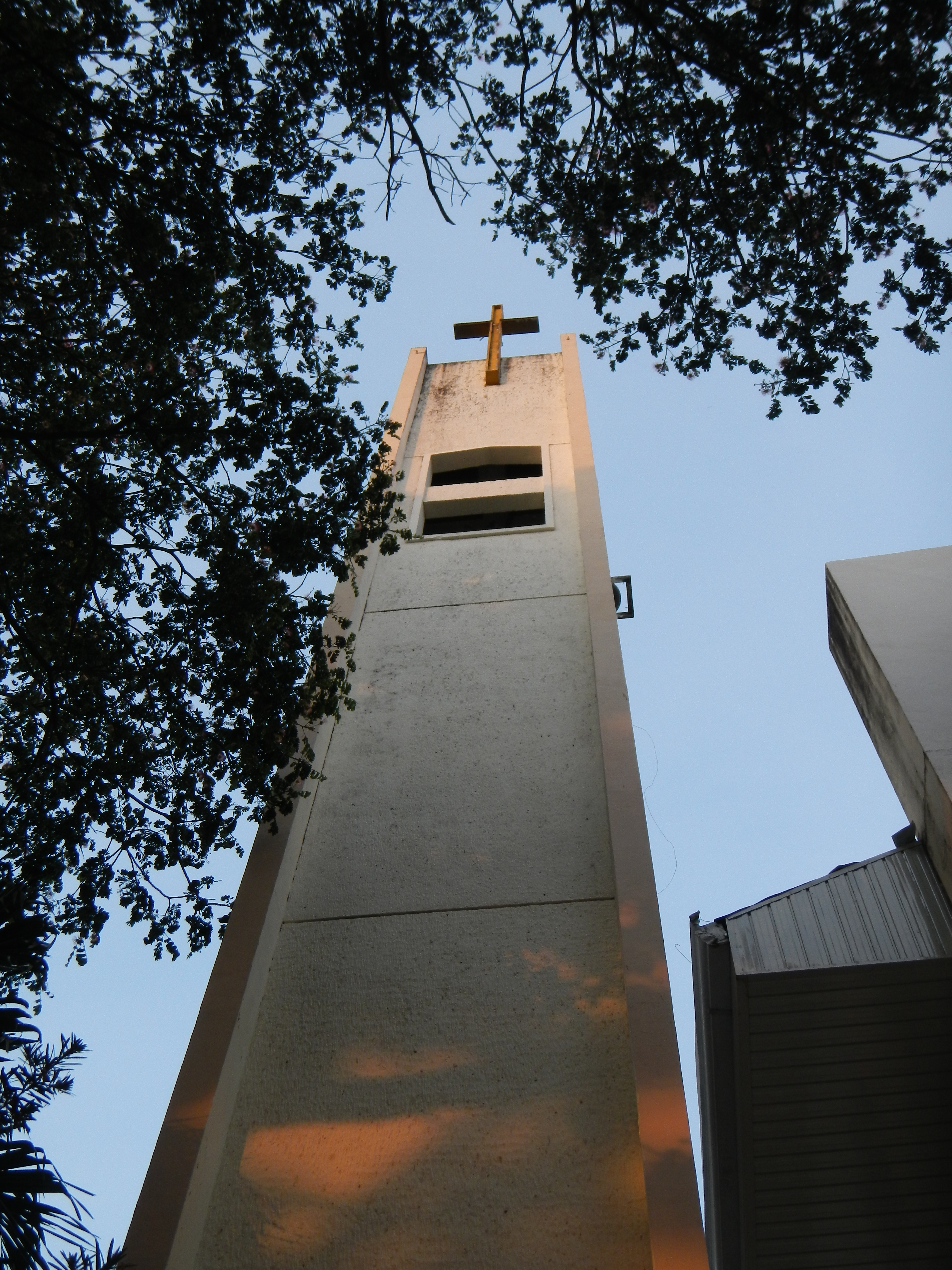
Campanario.

Iglesia parroquial católoca bajo la advocación de Santa Catalina de Alejandría, data del año 1894, en idioma inglés Saint Catherine of Alexandria Church of Gerona.
Forma parte de la Diócesis de Tárlac en la Provincia Eclesiástica de San Fernando.